# Brower (Ontario)
Pour les articles homonymes, voir Brower.
Brower est une localité canadienne située dans le territoire non organisé de Cochrane, Unorganized, North Part dans le district de Cochrane dans la province de l'Ontario. Elle est située au carrefour des routes 652 et 574 à l'est de Cochrane.

## Annexe